# جيف سميث (ملحن بريطاني)
جيف سميث (بالإنجليزية: Geoff Smith)‏ هو ملحن بريطاني، ولد في 1966.

## وصلات خارجية
- جيف سميث على موقع ميوزك برينز (الإنجليزية)
- جيف سميث على موقع ديسكوغز (الإنجليزية)